# Juan Boscán
Juan Boscán, eigenlijk Joan Boscà i Almogàver (Barcelona, ca. 1490 — 21 september 1542 aldaar) was een Spaans dichter en vertaler.
Hij schreef in het Catalaans, maar het stempel dat de Italiaanse poëzie op zijn werk drukte, valt duidelijk te onderkennen. Zijn poëzie is niet van bijzonder belang, maar zijn literair-historische invloed is groot geweest, doordat hij zijn vriend, de beroemde dichter Garcilaso de la Vega, met de nieuwe Italiaanse renaissanceliteratuur in aanraking bracht. Het werk van beide dichters tezamen werd in 1543 postuum uitgegeven.
In 1534 kwam Boscáns El Cortesano uit, een vertaling van het Italiaanse Il Cortegiano van Baldassare Castiglione. Dit vertaald proza wordt hoger gewaardeerd dan Boscáns dichtwerk.
- Bibsys: 90626861
- Biblioteca Nacional de España: XX856487
- Bibliothèque nationale de France: cb12259519s (data)
- Catàleg d'autoritats de noms i títols de Catalunya: 981058518251506706
- Gemeinsame Normdatei: 118662031
- International Standard Name Identifier: 0000 0001 1850 6649
- Library of Congress Control Number: n83204767
- Nationale Bibliotheek van Tsjechië: js20020115037
- Nationale Bibliotheek van Israël: 987007276387405171
- Nederlandse Thesaurus van Auteursnamen: 070336687
- Istituto Centrale per il Catalogo Unico: BVEV022336
- SNAC: w6960j60
- Système universitaire de documentation: 027627780
- Virtual International Authority File: 165164384
- WorldCat: E39PBJm4YdfBGprP4FQxhhXrv3